# كزافييه تشيفرير
كزافييه تشيفرير (بالإيطالية: Xavier Chevrier)‏ هو فلاح إيطالي، ولد في 17 مارس 1990 في أوستا في إيطاليا.

## وصلات خارجية
- كزافييه تشيفرير على موقع الاتحاد الدولي لألعاب القوى (الإنجليزية)
- كزافييه تشيفرير على موقع الاتحاد الإيطالي لألعاب القوى (الإيطالية)
- كزافييه تشيفرير على موقع رابطة إحصائيات سباق الطريق (الإنجليزية)
- كزافييه تشيفرير على موقع الرابطة الدولية لركض المسار (الإنجليزية)
- كزافييه تشيفرير على موقع CONI honoured athlete website (الإيطالية)